# ديفيد جاكسون
ديفيد جاكسون (بالإنجليزية: David Jackson)‏ (23 يناير 1937 بستوك أون ترينت في المملكة المتحدة - مارس 2024) هو لاعب كرة قدم بريطاني في مركز مهاجم داخلي. لعب مع برادفورد سيتي ونادي ترانمير روفرز لكرة القدم ونادي ريكسهام ونادي هايد إف سي ونادي هاليفاكس تاون وفريكلي أثلتيك ‏ ونادي مارين ‏ ونادي ألترينتشام.